# Austroportax latifrons
L'austroportace (Austroportax latifrons) è un mammifero artiodattilo estinto, appartenente ai bovidi. Visse nel Miocene medio (circa 10 milioni di anni fa) e i suoi resti fossili sono stati ritrovati in Europa.

## Descrizione
Questo animale era un bovide di grandi dimensioni, e poteva superare i 300 chilogrammi di peso. Era un animale sorprendentemente specializzato in confronto ad altri bovidi simili e più piccoli, come Miotragocerus. Austroportax era caratterizzato dalla notevole robustezza degli arti, forti e pesanti, simili a quelli degli attuali bufali e, più in generale, del gruppo dei bovini. La morfologia degli zoccoli di Austroportax indica che questo animale viveva in un habitat umido e boschivo, mentre la dentatura era brachidonte (a corona bassa). In generale, l'aspetto di Austroportax doveva richiamare quello dell'attuale antilope alcina, non strettamente imparentata.

## Classificazione
Descritto per la prima volta nel 1929 da Sickenberg, Austroportax latifrons è noto per alcuni resti fossili ritrovati in Europa, principalmente in Austria e in Spagna. Le sue parentele vanno ricercate tra i boselafini, un gruppo di bovidi attualmente rappresentati dal nilgau e dall'antilope quadricorne, ma che nel corso del Miocene diedero vita a una notevole radiazione evolutiva che comprendeva anche forme come Miotragocerus, Protragocerus, Kipsigicerus e Tragoportax. Austroportax sembrerebbe rappresentare una forma arcaica di boselafino, dalle specializzazioni uniche. 

## Paleoecologia
Sembra che Austroportax vivesse in terreni boscosi e umidi; i denti a corona bassa suggeriscono che si nutrisse di piante tenere.